# Pièce de 10 dinars algériens
La pièce de 10 dinars est l'une des divisions du dinar algérien en circulation de type bimétallique. Son émission a été décidée par le conseil de la monnaie et du crédit en date du 6 avril 1994.

## Description
Les pièces de 10 dinars sont composées de deux parties :le cœur est formé d'un alliage a base cuivre, d'aluminium et de Magnésium, l'extérieur est formé a base de Acier inoxydable de couleur gris acier. Elles ont un diamètre de 26,50 mm (diamètre du cœur 18,45 mm)  , une épaisseur de 2,01 mm et une masse de 4,95 g (cœur: 1,29 g, couronne: 3,66 g).

## Revers
Le motif principal de cette pièce est la tête de faucon de Barbarie orientée vers la droite qui se prolonge sur la couronne du côté de sa poitrail. Sur la partie supérieure de la couronne un double millésime hégirien et grégorien de l’année de frappe est inscrit.

## Avers
Le motif principal est le chiffre 10, inspire d'un décor épigraphique de l'époque Mérinide placé au centre de la pièce.  Sur la couronne il y a deux mentions en arabe : le nom de la Banque d'Algérie (en arabe : بنك الجزائر), et le nom de l'unité national (en arabe : دنانير) séparées horizontalement par deux étoiles.